# Vlado Košić
Vlado Košić (Družbinec kraj Varaždina, 20. svibnja 1959.) hrvatski je prelat Katoličke Crkve i biskup sisački. Prethodno je služio kao pomoćni biskup zagrebački.

## Životopis
Rođen je 20. svibnja 1959. godine u Varaždinu. Odrastao je u Družbincu, a u Petrijancu je pohađao osnovnu školu. Završio je gimnaziju klasičnog smjera na Dječačkom sjemeništu u Zagrebu. Na Katoličko-bogoslovnom fakultetu diplomirao je iz područja teologije i filozofije. Svećenik je postao 1985. Doktor teologije postao je 1997. godine. Službovao je kao kapelan u Karlovcu i Zagrebu, a kao župnik u Hrastovici i Petrinji. Predaje na Katoličko-bogoslovnom fakultetu u Zagrebu od 1995. godine. Papa Ivan Pavao II. proglasio ga je pomoćnim biskupom Zagrebačke nadbiskupije krajem 1998., a ustoličen je početkom sljedeće godine. Obavljao je poslove generalnoga vikara Nadbiskupije i biskupskog vikara za podučje Siska. U Hrvatskoj biskupskoj konferenciji obavlja poslove predsjednika Komisije Iustitia et pax te Vijeća za ekumenizam i dijalog. Papa Benedikt XVI. imenovao ga je prvim biskupom Sisačke biskupije 5. prosinca 2009., a ustoličen je u Sisku 6. veljače 2010. izvršenjem bule o uspostavi biskupije i preuzimanjem službe. Doktorirao je na temu djelatnosti Franje Pejačevića, kod mentora Ivana Goluba. Dobitnik je „Nagrade grada Siska za životno djelo” 2012. godine za doprinos humanitarnoj, vjerskoj i duhovnoj obnovi grada.

## Službe u HBK
- predsjednik Vijeća HBK za nauk vjere
- član Biskupske komisije HBK za dijalog sa SPC
- član Biskupske komisije za Papinski hrvatski zavod sv. Jeronima u Rimu

## Djela
- "Vrijednosti svakodnevnice", 1995.
- "Zapisi s ruba – o Bogu ljepote, o Svetom Trojstvu, životu i ljubavi", 1995.
- "Teolog Franjo Ksaver Pejačević – (1707. – 1781.): značajke", 1997.
- "Novo staro lice Boga", 2005.
- "Biskup na prvoj crti", 2013.

## Počasti
- Odlikovanje Makedonske pravoslavne Crkve (2025.).[6]

### Mrežna sjedišta
- Biskupima Košiću i Mrzljaku uručena odlikovanja Makedonske pravoslavne crkve. Informativna katolička agencija. Pristupljeno 21. svibnja 2025.

## Vanjske poveznice
- Sisačka biskupija

| Prethodnik osnovana biskupija | Sisačka biskupija | Nasljednik trenutni biskup |